# Porta di Paphos
La Porta di Paphos (in turco Baf Kapısı) o Porta San Domenico è una porta edificata dalla Repubblica di Venezia nelle mura di Nicosia, a Cipro. Forniva l'ingresso alla città dall'ovest dell'isola, in particolare Paphos. Ha un'altezza di 144,8 metri.

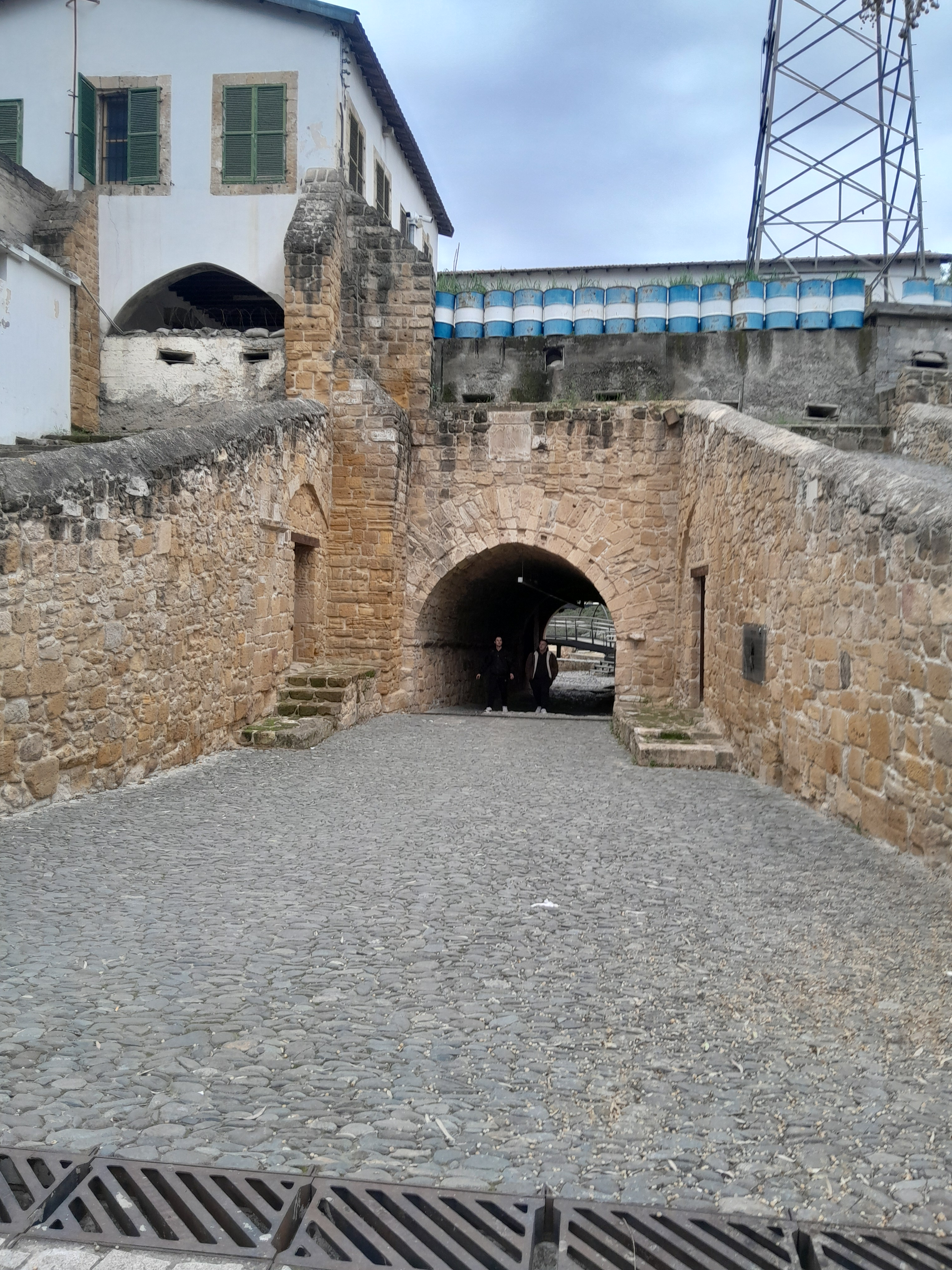
La Porta di Paphos nel 2025

Il primo luogo in cui venne piantata la bandiera del Regno Unito sull'isola di Cipro fu la "Caserma" sopra la Porta. Durante il periodo di dominio britannico era chiamata "Porta del Minateur". Venne utilizzata come arsenale dai greci durante l'invasione turca di Cipro.